# LOVES & THANKS 〜波動する心音〜GLAY EXPO 2004 in UNIVERSAL STUDIOS JAPAN “THE FRUSTRATED”
『LOVES & THANKS 〜波動する心音〜 GLAY EXPO 2004 in UNIVERSAL STUDIOS JAPAN “THE FRUSTRATED”』は、GLAYが2004年12月15日にリリースしたLIVE DVD。

## 解説
2004年7月30日、ユニバーサル・スタジオ・ジャパン内ラグーンで行った『GLAY EXPO 2004 THE FRUSTRATED 前夜祭』と31日の『GLAY EXPO 2004 in UNIVERSAL STUDIOS JAPAN™ “THE FRUSTRATED”』の模様を収録した3枚組。
メンバーのインタビューや監督篠原哲雄によるショートムービーがライブ映像に織りまぜて収録されている。タレントのはるのをメインに男女の恋物語を描いている。
DISC 3には、メンバーによるEXPO館の紹介やオープニングムービー等の特典映像を収録。
商品発売後、販売元の東芝EMIより、DISC 1とDISC 2に収録漏れと表記ミスがあったため自主回収があり、無料交換された（2018年現在は交換を終了している）。
2018年10月27日より開催された、セブンイレブンのGLAYフェアでセブンイレブン限定販売 「GLAY SPECIAL 7 LIVES LIMITED BOX THE GLAY HERITAGE Blu-ray BOX」の発売が発表された（この商品は2018年12月2日までの予約限定である）。
2019年3月1日に発売するGLAY SPECIAL 7 LIVES LIMITED BOX THE GLAY HERITAGE Blu-ray BOX内で本商品が再編集され、初ブルーレイ化する。

## 収録曲

### DISC 1
- EXPO前夜祭 (in UNIVERSAL STUDIOS JAPAN™ ラグーン 2004.7.30)

1. 航海
2. あの夏から一番遠い場所
3. とまどい
4. HOWEVER
5. Cynical
6. BEAUTIFUL DREAMER
7. 南東風

- GLAY EXPO 2004 in UNIVERSAL STUDIOS JAPAN™ “THE FRUSTRATED” (in UNIVERSAL STUDIOS JAPAN TM 特設ステージ 2004.7.31)

1. 誘惑
2. ビリビリクラッシュメン
3. SOUL LOVE
4. グロリアス
5. 春を愛する人
6. 生きてく強さ
7. ピーク果てしなく ソウル限りなく
8. 週末のBaby talk

### DISC 2
- GLAY EXPO 2004 in UNIVERSAL STUDIOS JAPAN™ “THE FRUSTRATED” (in UNIVERSAL STUDIOS JAPAN TM 特設ステージ 2004.7.31)

1. BELOVED
2. HOWEVER
3. I'm in Love
4. pure soul
5. Blue Jean
6. MISERY
7. 彼女の“Modern…”
8. SHUTTER SPEEDSのテーマ
9. EXPO 2004メドレー（天使のわけまえ / Billionaire Champagne Miles Away / GLOBAL COMMUNICATION / STAY TUNED / SURVIVAL / YOU MAY DREAM / RHAPSODY / ALL I WANT / 口唇 / 月に祈る / Yes, Summerdays / 千ノナイフガ胸ヲ刺ス / BURST）
10. BEAUTIFUL DREAMER
11. ACID HEAD
12. 南東風
13. END ROLL

### DISC 3
1. メンバーによるEXPO 2004展示スペース紹介
2. EXPO 2004 Opening映像
3. EXPO 2004 Official Press用映像
4. EXPO 2004 Tv Spot